# موسى شربورن

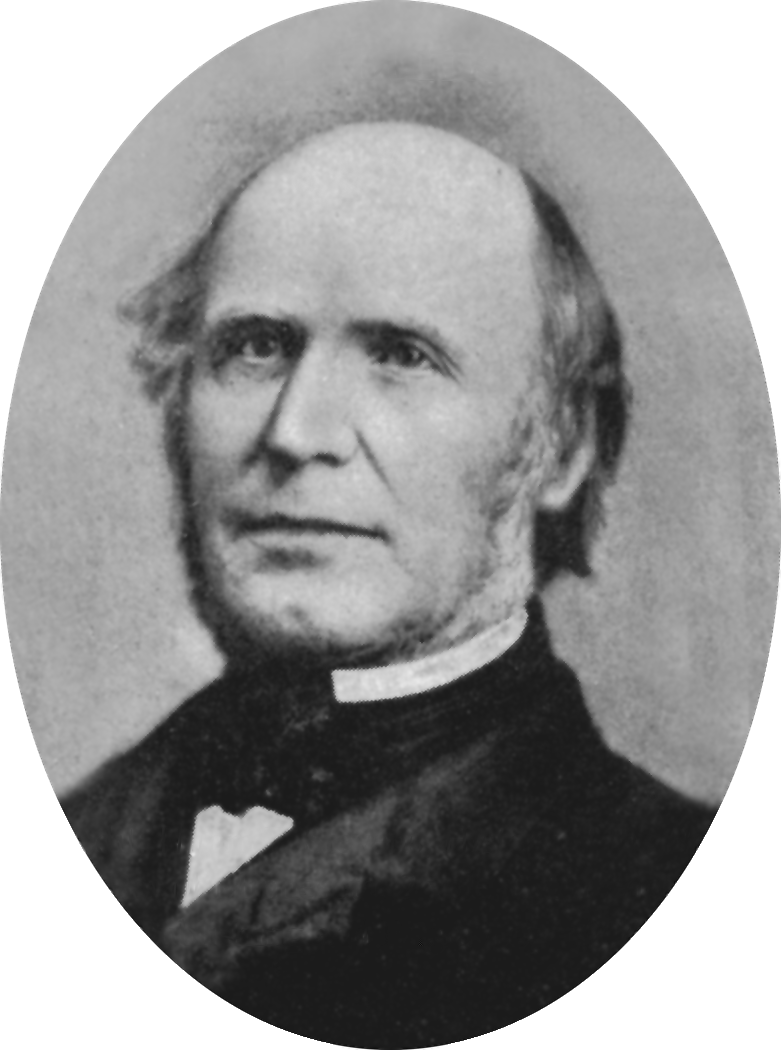
موسى شربورن.

موسى زاي شربورن (بالإنجليزية: Moses Sherburne)‏ (25 يناير 1808 - 23 مارس 1868) كان سياسي ومحامي أمريكي.